# Ernst Ludwig von Borcke

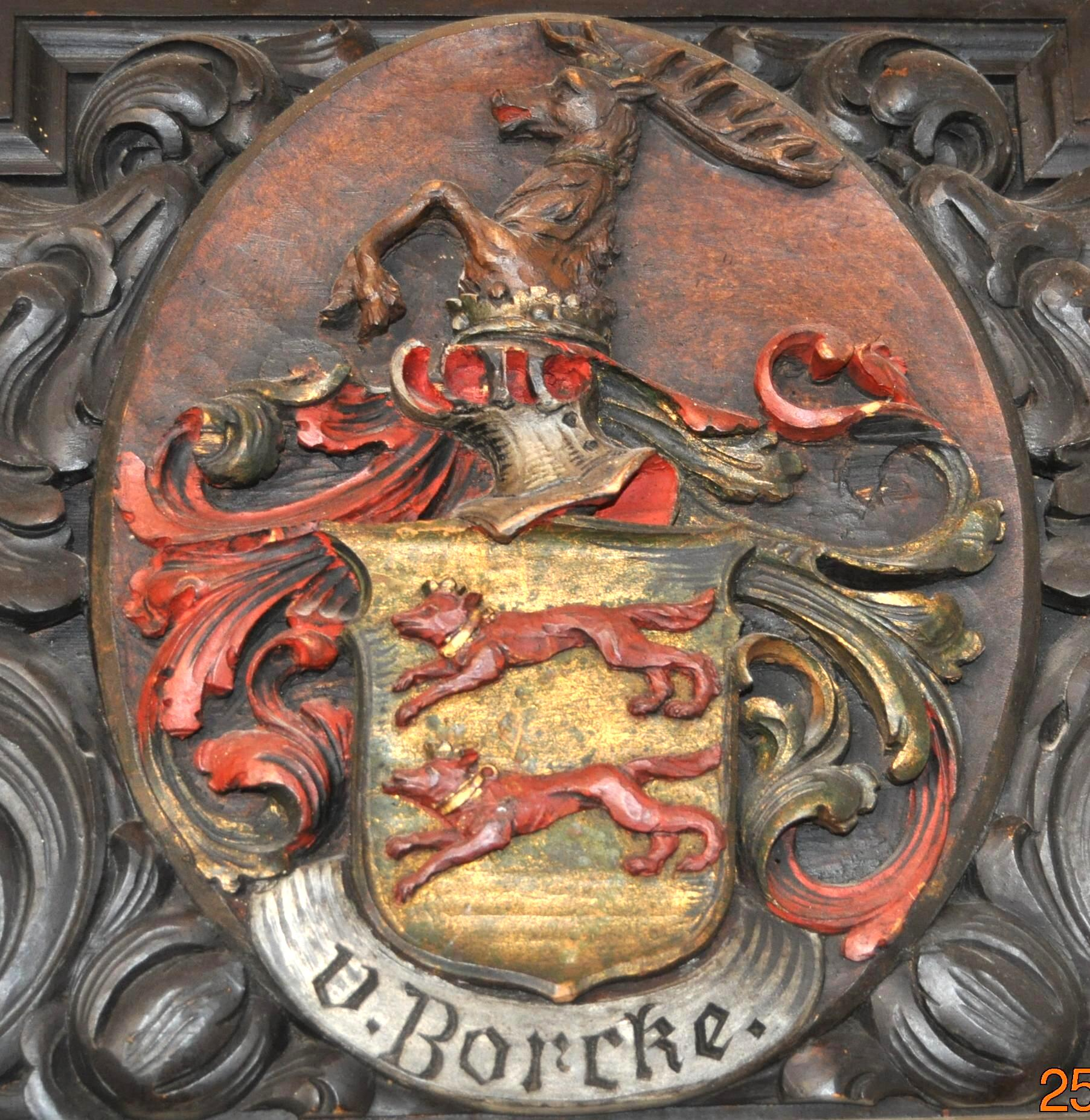
Herb rodowy rodu Borcke

Ernst Ludwig von Borcke (ur. 1702 w Zozenow, zm. 8 października 1772 w Minden) – pruski pułkownik, dowódca pułku kirasjerów "von Stille", dowódca twierdzy Minden i szef pułku lądowego.

## Rodzina
Jego rodzicami byli Ernst Christoph von Borcke (zm. 1735) i jego żona Sophia z domu von Lockstedt (zm. 1737). 11 listopada 1740 r. Borcke poślubił Marie Henriette von Edling (zm. 27 stycznia 1768).

## Kariera
- Zostaje paziem konnym na dworze Fryderyka Wilhelma I
- Dwukrotnie ratuje życie króla
- Przeniesiony do pułku kirasjerów „von Buddenbrock” jako porucznik i otrzymuje w prezencie sprzęt i dwa konie
- Za rządów króla Fryderyka II walczył z pułkiem w I i II wojnie śląskiej
- W roku 1740 zostaje majorem
- Awansowany na podpułkownika 21 listopada 1741
- Zostaje pułkownikiem 23 lipca 1745
- Awansowany na dowódcę pułku kirasjerów „von Stille”
- Podupada na zdrowiu
- W 1749 przeniesiony na dowódcę twierdzy Minden
- Bierze udział w wojnie siedmioletniej
- Zostaje szefem pułku lądowego stacjonującego pod Magdeburgiem, gdzie były to cztery bataliony, 3500 żołnierzy
- Z oddziałami wypędza Francuzów z Osterburga 5 października 1757 roku i bierze jeńców.